# Třebařov
Třebařov (německy Triebendorf) je obec v okrese Svitavy v Pardubickém kraji. Žije zde 919 obyvatel.

## Název
Nejstarší doložená podoba jména z roku 1267 zní Trivernsdorf, což byla zkrácenina původního Trebowernsdorf ("ves Třebovanů", tj. lidí z Třebové). Česká varianta (překlad) německého jména je poprvé doložena z roku 1398 jako Třebovářov, založená na obyvatelském jméně Třebovář - "Třebovan", tj. obyvatel Třebové (nářeční tvoření jmen obyvatel příponou -ář je doloženo z různých míst Moravy, mimo jiné i Moravskotřebovska). Podobně jako u německého jména došlo u českého ke zkrácení (Třebařov je úřední tvar až od čtvrtiny 20. století).

## Historie
Původní osídlení bylo zřejmě slovanské. První písemná zmínka o Třebařově pochází z 27. dubna roku 1267, kdy Boreš z Rýzmburka daroval bratřím poustevníkům řádu augustiniánů ze svých pozemků 24 lánů v Tatenici a 4 lánů v Třebařově, včetně mlýna a desátku ze svého hřebčína. Krátce na to zde na návrší nad řekou Moravskou Sázavou augustiniáni eremité vysadili nejstarší klášter svého řádu na Moravě, zasvěcený Koruně Panny Marie, latinsky Corona Sanctae Mariae, německy Marienskrone, zkráceně Kron. Roku 1270 převor Oldřich od rychtáře Konráda Surmana koupil třebařovskou zákupní rychtu a přeměnil ji v klášterní dvůr. Roku 1275 zakladatel kláštera Boreš z Rýzmburka rozhojnil klášterní majetek další donací . Roku 1364 císař Karel IV. potvrdil klášteru předchozí privilegia. Roku 1398 byl Třebařov částí třebovského panství, roku 1408 dostal od pánů z Kunštátu právo odúmrti. Roku 1421 řeholníci uprchli před husity do kláštera sv. Tomáše v Brně, odkud se v letech 1437–1513 snažili o obnovení svého konventu, definitivě opuštěného roku 1550.
Třebařov se dělil na Velký a Malý. Roku 1602 to byly dvě samostatné vsi a každá měla svého rychtáře, patřily k zábřežskému panství. Roku 1875 byly opět přičleněny k panství třebovskému. Roku 1881 byly spojeny v jednu obec.

## Obyvatelstvo
| Rok            | 1869  | 1880  | 1890  | 1900  | 1910  | 1921  | 1930  | 1950  | 1961  | 1970  | 1980  | 1991 | 2001  | 2011 | 2021 |
| -------------- | ----- | ----- | ----- | ----- | ----- | ----- | ----- | ----- | ----- | ----- | ----- | ---- | ----- | ---- | ---- |
| Počet obyvatel | 2 266 | 2 098 | 2 104 | 2 020 | 2 103 | 1 898 | 1 823 | 1 103 | 1 191 | 1 142 | 1 101 | 957  | 1 006 | 874  | 863  |
| Počet domů     | 301   | 316   | 345   | 340   | 351   | 347   | 370   | 250   | 250   | 238   | 245   | 264  | 279   | 285  | 295  |

## Obecní správa

### Obecní symboly
Znak a vlajka byly obci uděleny rozhodnutím předsedy Poslanecké sněmovny Parlamentu České republiky dne 15. listopadu 2005. Znak a vlajka obce byly vytvořeny na základě historické pečeti. Obsahují motivy tří mušlí, symbolu sv. Augustina z kláštera Koruna Panny Marie, a dubové ratolesti, která je vykládána jako symbol síly a mohutnosti zdejších lidí. Motiv tří mušlí je vykládán také jako společenství tří částí, na které se obec dělila.

## Pamětihodnosti
- Kostel Nejsvětější Trojice z r. 1769[11]
- Boží muka
- Sousoší Nejsvětější Trojice
- Ruina klášterního kostela Koruna Panny Marie (latinsky Corona Sanctae Mariae) – zřícenina jednolodního gotického kostela, nejstarší památka v obci. Kostel sloužil od třetí čtvrtiny 13. až do konce 18. století původnímu účelu. Torzo vstupní západní partie kostela se zvonicí bylo nedávno rekonstruováno. Gotický reliéf Narození Páně je vystaven v Národní galerii v Praze.
- Základní škola, kulturní památka[12]

## Osobnosti

### Rodáci
- Hans Knirsch (1877–1933), rakousko-německý politik
- Jindřich Kučera (1925–2010) – český lingvista, průkopník korpusové lingvistiky a počítačového zpracování přirozeného jazyka

## Galerie

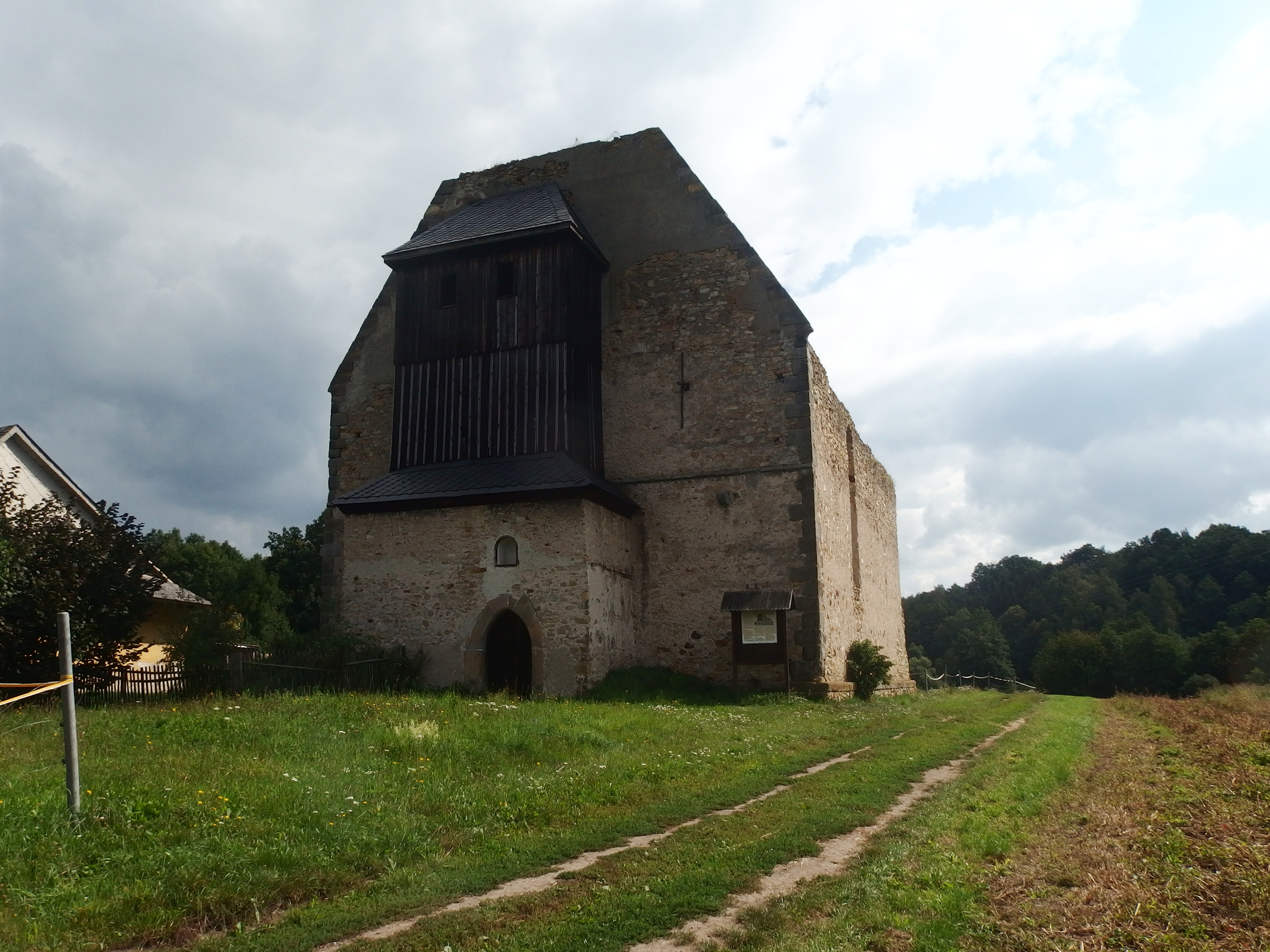
Torzo klášterního kostela Koruna na severním okraji obce
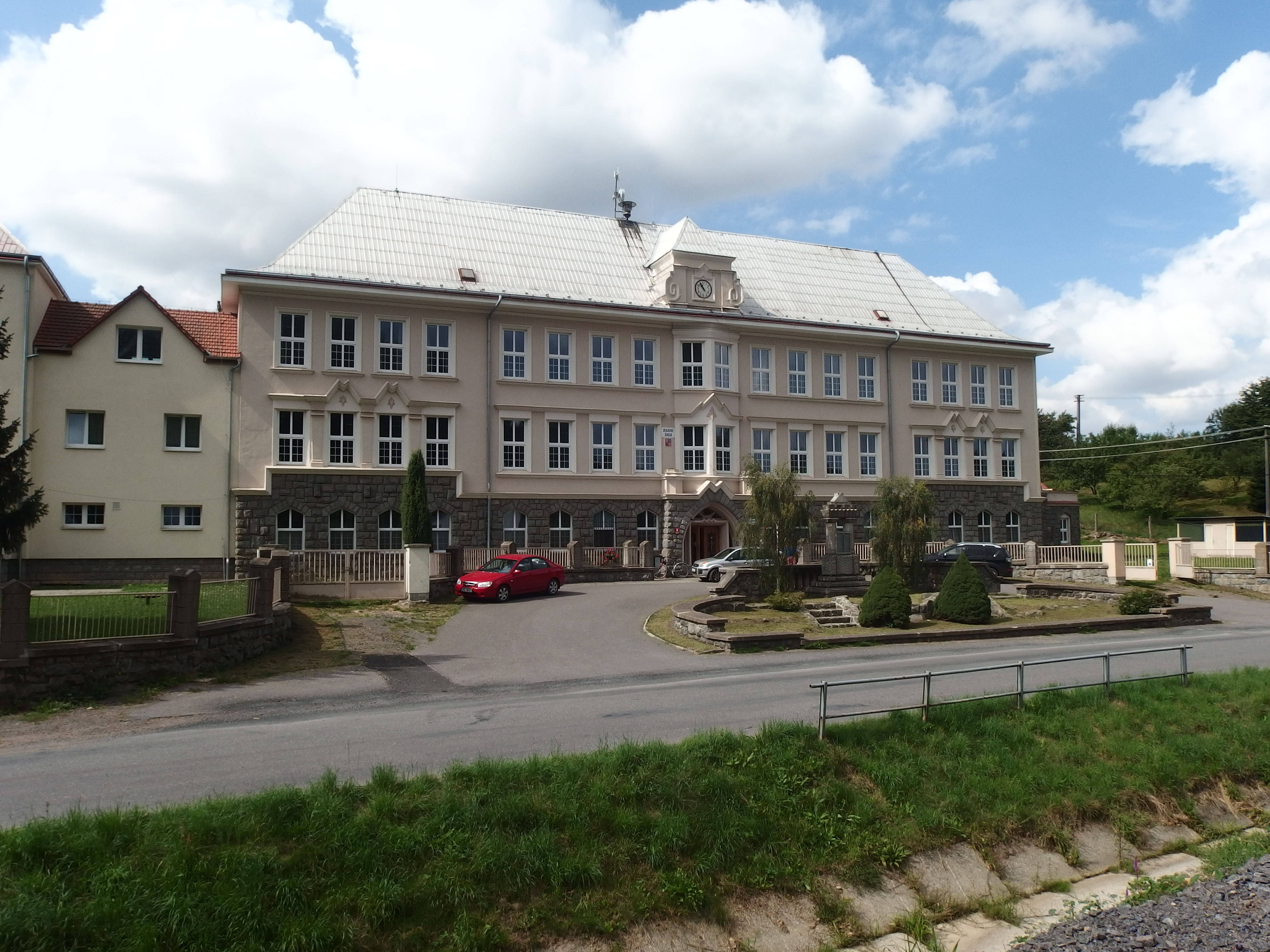
Monumentální budova základní školy, před ní pomník padlým z I. sv. války
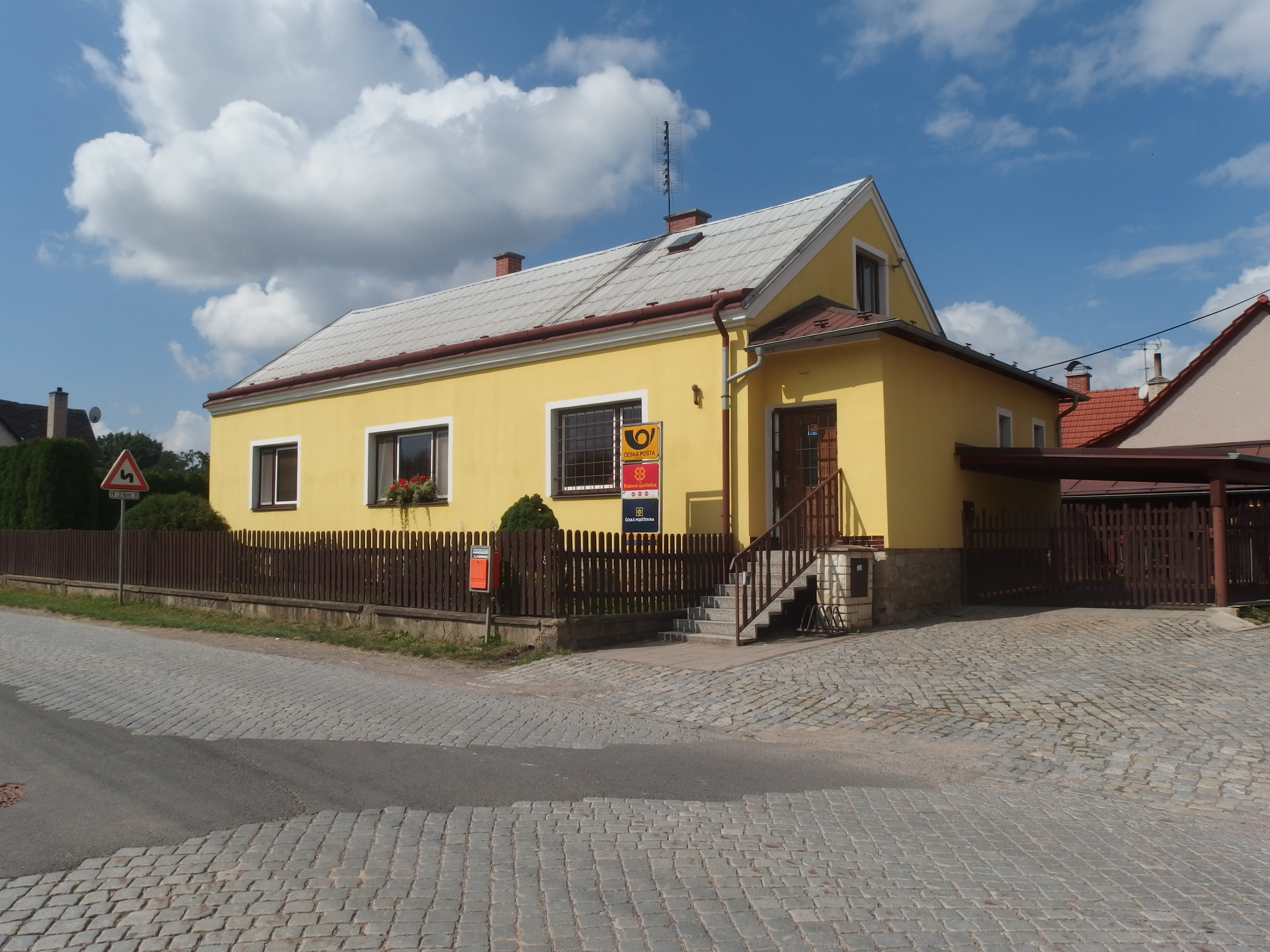
Pošta
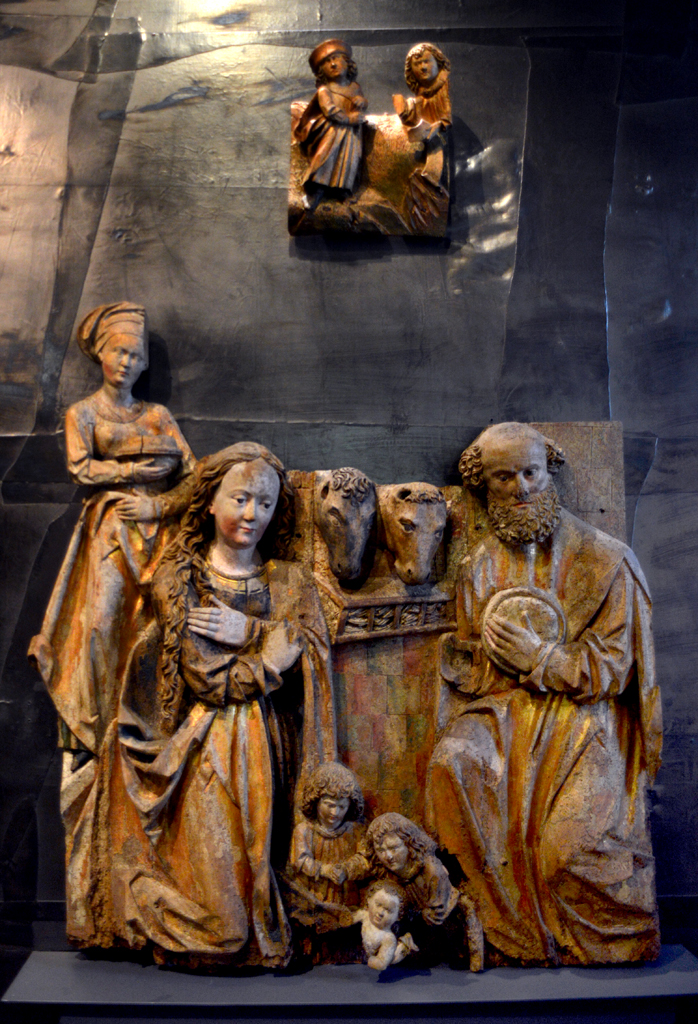
Reliéf Narození Páně z kostela v Třebařově (Národní galerie v Praze)